# Сумська повітова земська управа

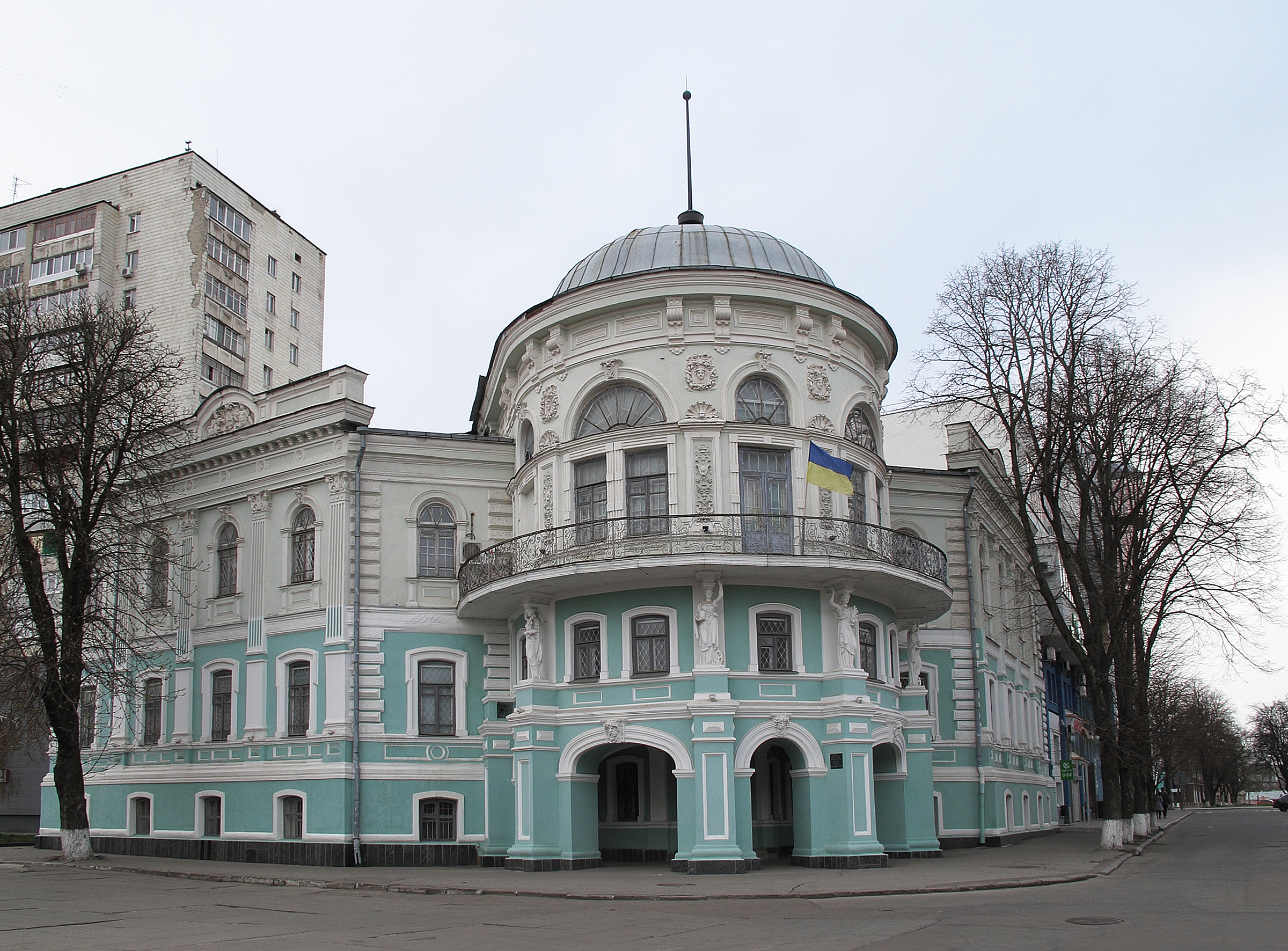
Сумська повітова Земська управа, сучасний вигляд

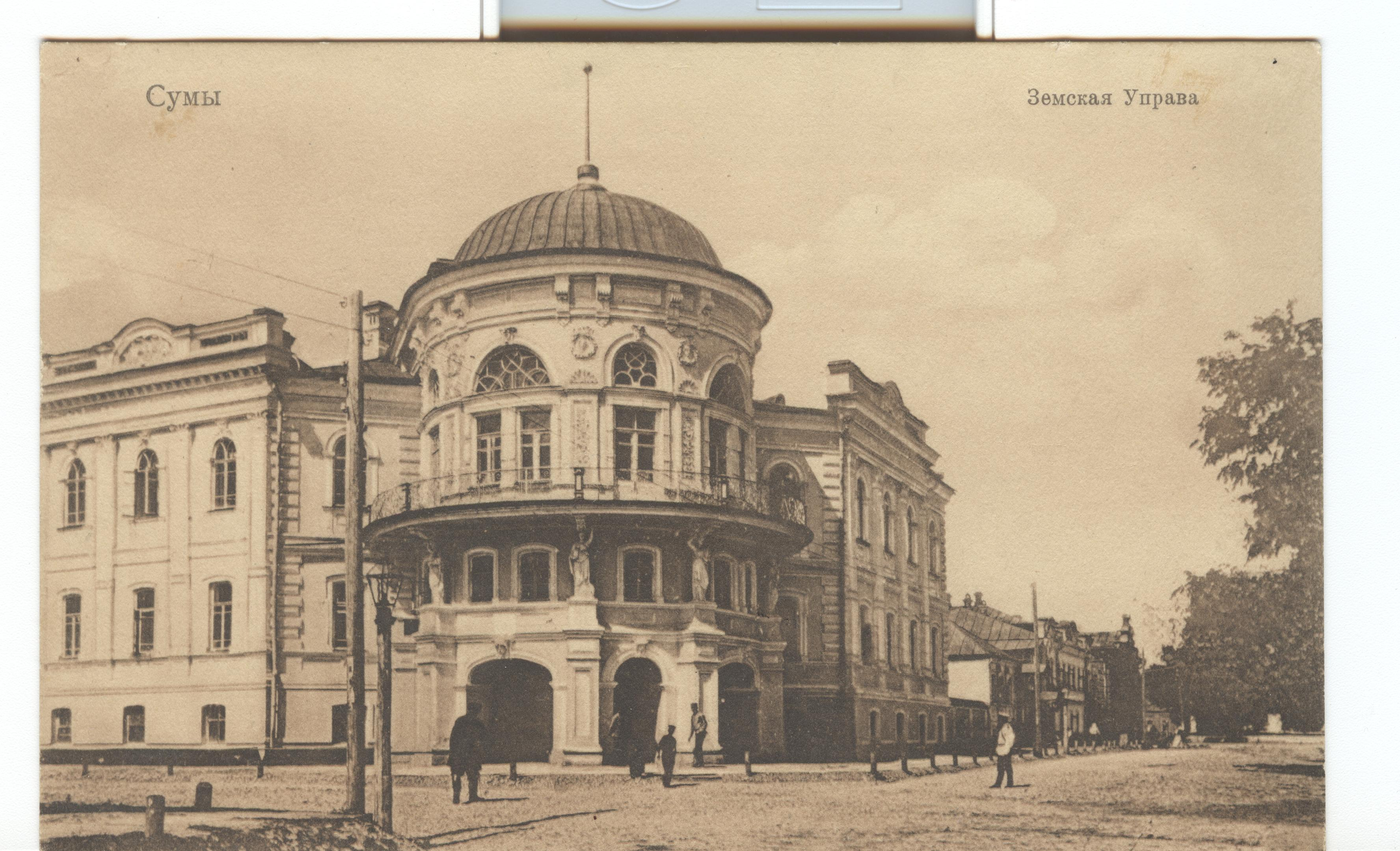
Сумська повітова земська управа, фото 1910-х років

Сумська повітова земська управа — історична споруда у Сумах, збудована у 1885—1886 роках для Сумського земства, пам'ятка архітектури та історії місцевого значення.

## Загальні відомості
Будівля розташована у центральній історичній частині міста Суми на перетині вул. Герасима Кондратьєва та Покровської площі. Пам'ятка становить історико-архітектурну цінність як зразок адміністративних споруд кінця ХІХ століття, є окрасою ансамблю Театральної площі. Розвинута пластика фасадів і вдале містобудівне вирішення роблять будинок цікавим зразком міської забудови, відбиваючи стильові особливості архітектури кінця ХІХ століття.
Будинок споруджено місцевими та харківськими майстрами.

## Історія

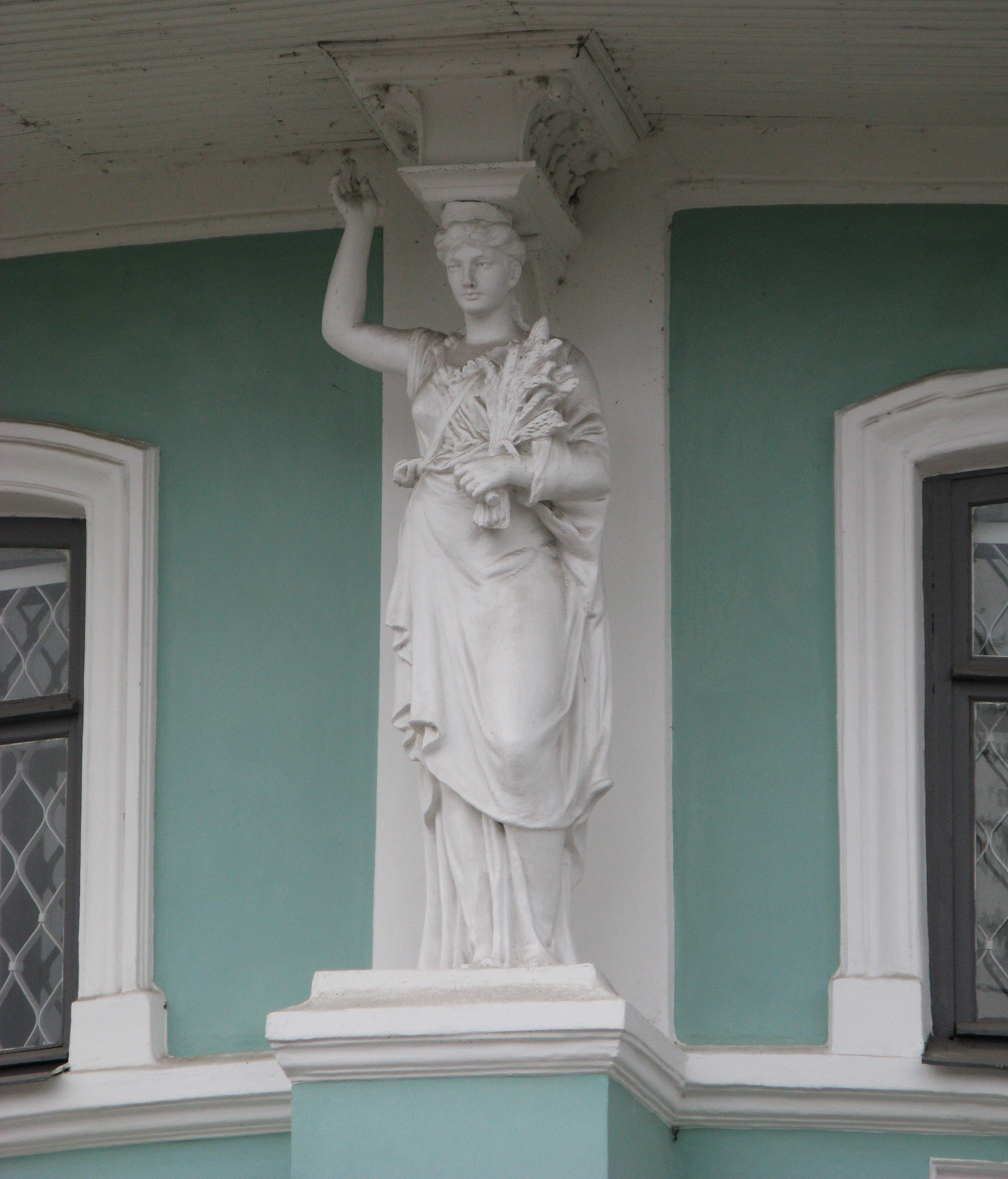
Каріатида

Споруда призначалася для Сумської повітової земської управи — виконавчого органу місцевого самоврядування повітових земських зборів. Сумська повітова управа створена у 1864 році відповідно до «Положения о земских учреждениях» як представницький становий орган, що обирався на 3 роки і опікувався народною освітою, охороною здоров'я, станом доріг, торгівлею. У будинку земства знаходились: земська управа (3 кімнати), центральна бібліотека і склади підручників, органи повітової дворянської опіки (4 кімнати), канцелярія предводителя дворянства, зал для засідань зборів мирового з'їзду, військового та селянського присутствій, приміщення для арештантів (5 кімнат), квартира доглядача арештантів (2 кімнати), Олександрівський селянський банк (2 кімнати), земська пошта, склади медикаментів 1-ї медичної дільниці, кімнати для архівів. У приміщенні проводились дворянські зібрання, засідання мирових з'їздів, уповноважених військового та селянського присутствій, працювали органи повітової дворянської опіки («общественное призрение»).

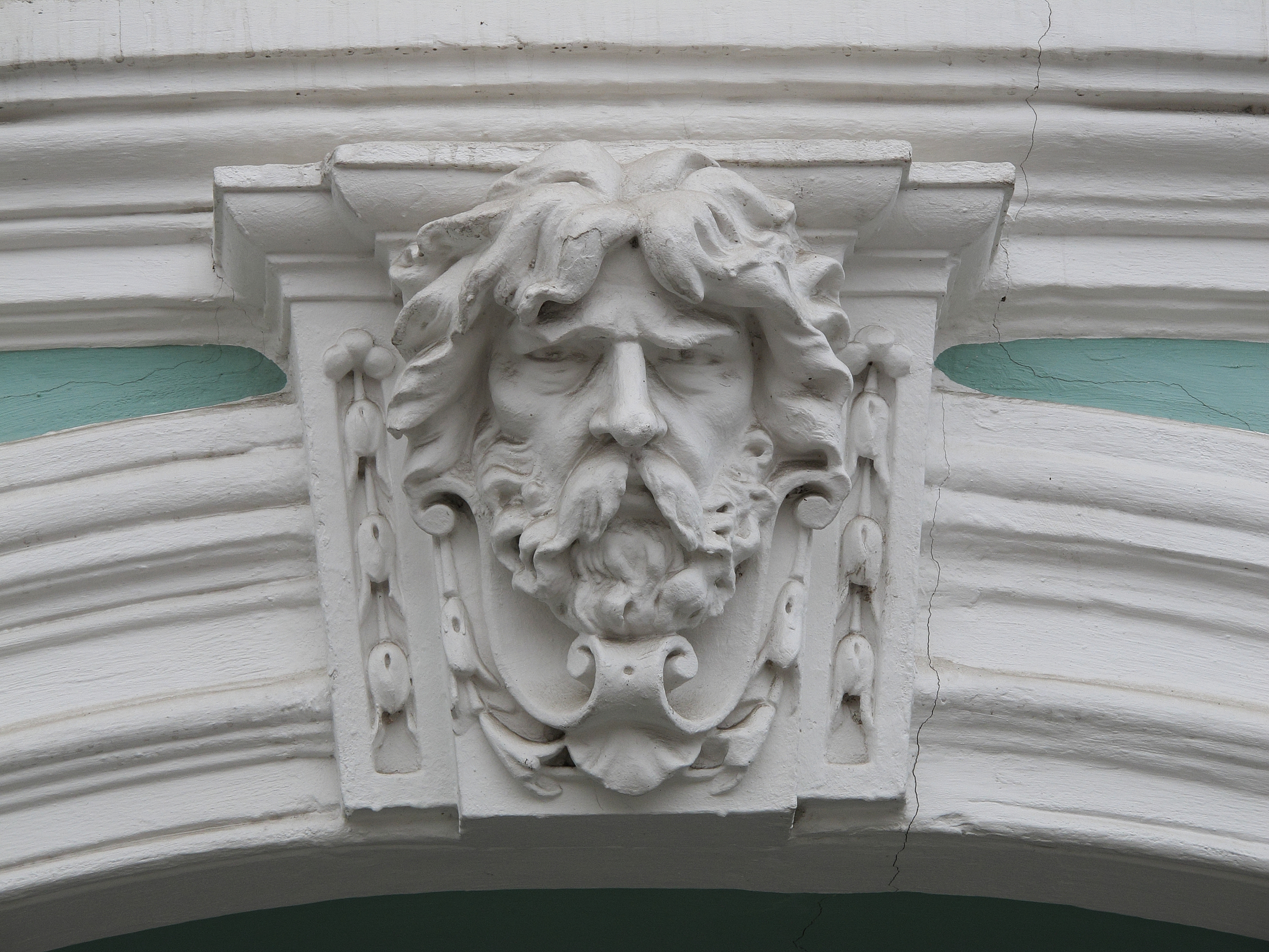
Маскарон

Під час революційних подій 1905—1907 років у будинку працював політичний штаб, очолюваний головою повітової земської управи ліберальним поміщиком Линтварьовим П. М. У 1905 році у приміщенні земства відбулися з'їзди Селянського союзу 12-ти волостей Сумського повіту (29 жовтня), Селянського союзу 7-ми повітів Харківської і Курської губерній (20 листопада). У будинку видавались перші в історії міста газети «Сумской голос» і «Крестьянская газета» (1905 рік).

28 листопада 1917 року Сумськими повітовими Земськими зборами Надзвичайної сесії визнана влада уряду Української Центральної Ради. 

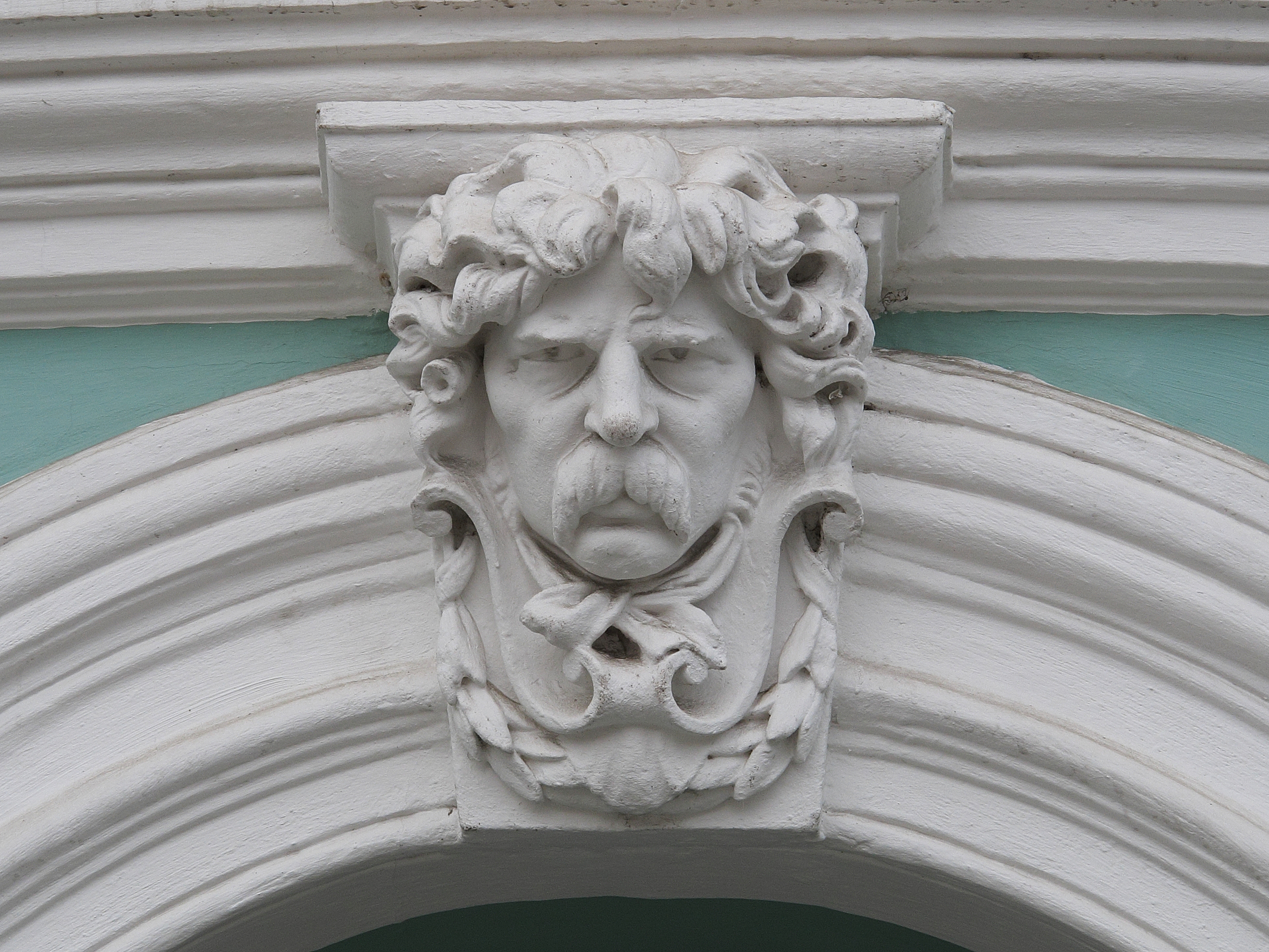
Маскарон

У різні часи будинок відвідували письменники Чехов А. П., Короленко В. Г., Купрін О. І.

З 1917 до 1939 року у приміщенні земства розміщувались повітова Рада народного господарства, окружна Рада народного господарства. У 1939—1973 роках будинок займала школа № 9 та інститут вдосконалення вчителів. З 1973 року у приміщенні розміщується Сумський обласний краєзнавчий музей (нині комунальний заклад Сумської обласної ради Сумський обласний краєзнавчий музей).

## Опис
Цегляна потинькована двоповерхова з високим цокольним поверхом будівля вирішена у стилі неоренесансу. Г-подібна у плані споруда об'єднана баштоподібним виступом, який підноситься вище основної будівлі та завершується куполом зі шпилем. У загальній композиції будівлі домінує її кутова частина, в якій розташований головний вхід і парадні сходи. Портал оформлено 5-ма приземистими арками з масивними пілонами. Над кожною аркою — широкі наличники з маскаронами у центрі. На виступах пілонів на рівні вікон першого поверху встановлено чотири каріатиди, які підтримують легкий балкон. Вишукана ажурна металева решітка балкона оперізує всю башту. Другий поверх вирішений парадно з великою кількістю ліпних деталей, карнизів. На апсиді спарені видовжені вікна чергуються з пілястрами та нішами. Зверху вікна об'єднані рядом віконних арочних прорізів, які повторюють ритм порталу. Широкий карниз, над яким здіймається купол, підтримують спарені кронштейни.
З обох боків башти поставлено один до одного під прямим кутом два однакових за розміром об'єми. Бокові фасади вирішені стриманіше і мають правильні пропорції. Видовжені заокруглені вікна другого поверху повторюють ритм першого поверху і мають широкі наличники з маскаронами. Вікна виділені пілястрами, які вгорі закінчуються капітеллю коринфського ордеру. Широкі міжповерхові карнизи візуально об'єднують всі частини будівлі в одне ціле. Бокові фасади завершуються прямокутними аттиками з ліпними скульптурними композиціями в центрі.

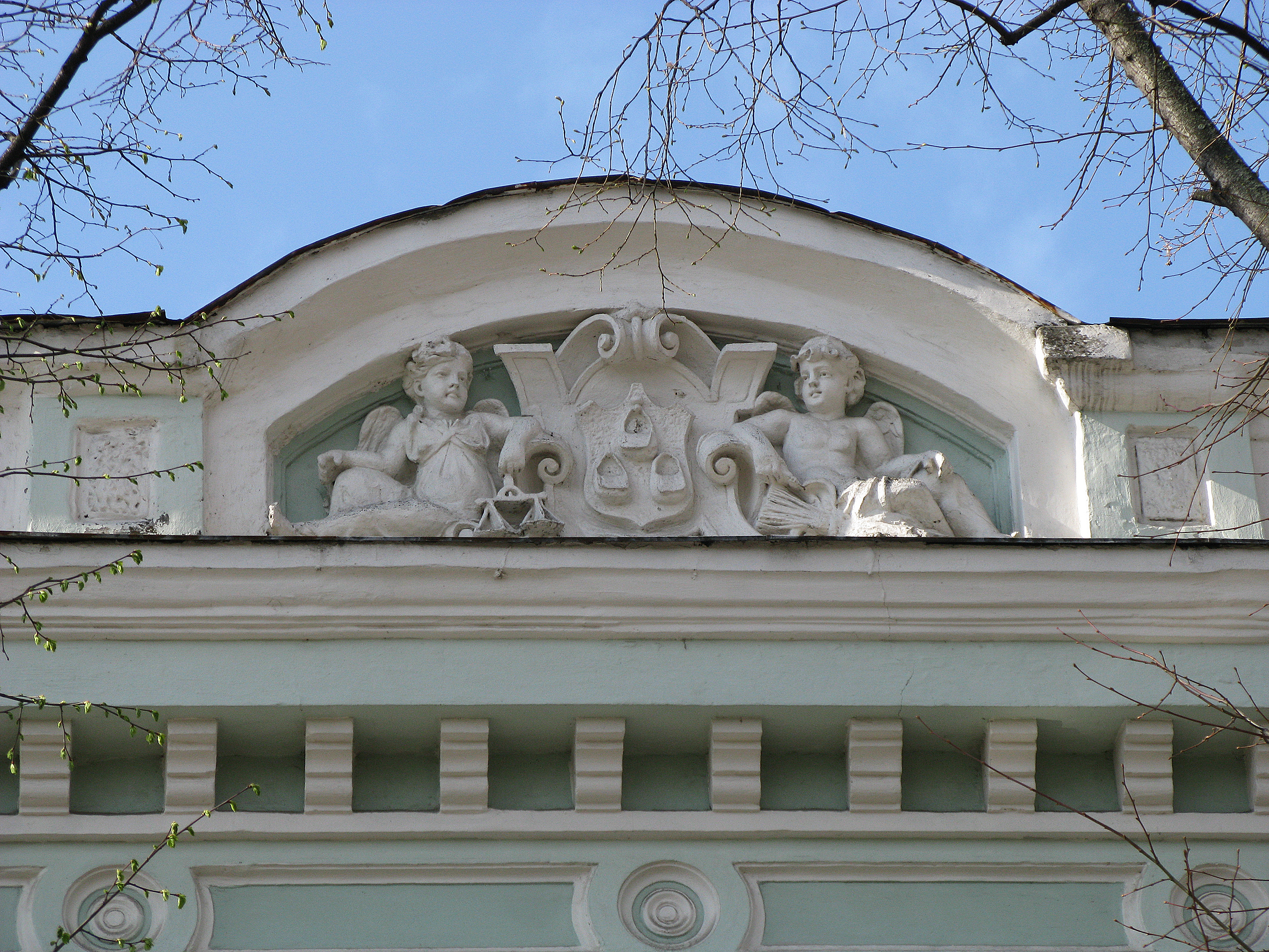
Скульптурна композиція в центрі аттика